# Phaenochitonia cingulus
Phaenochitonia cingulus är en fjärilsart som beskrevs av Stoll 1791. Phaenochitonia cingulus ingår i släktet Phaenochitonia och familjen Riodinidae. Inga underarter finns listade i Catalogue of Life.

## Bildgalleri

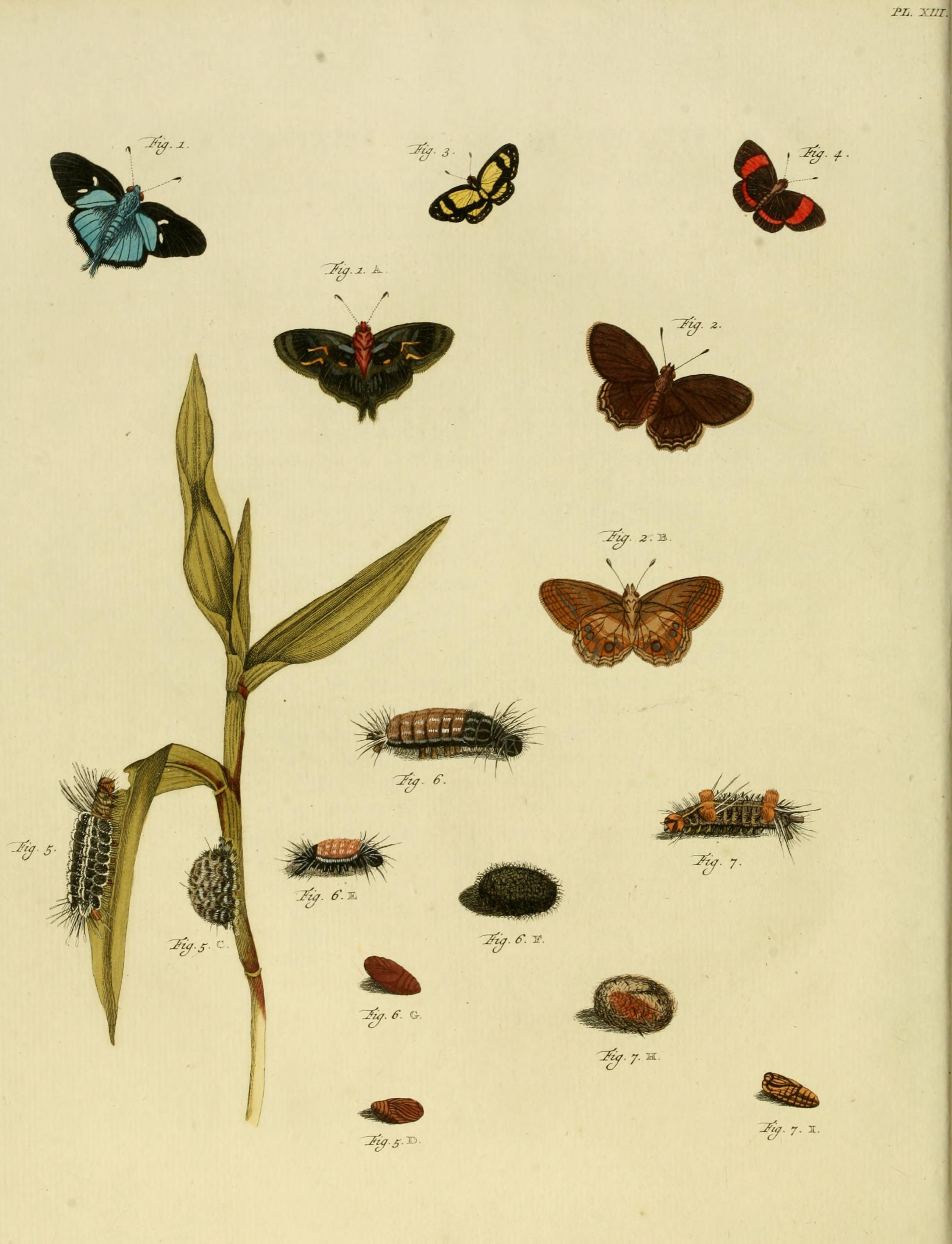